# Myosotis schmakovii
Myosotis schmakovii är en strävbladig växtart som beskrevs av O.D.Nikif. Myosotis schmakovii ingår i släktet förgätmigejer, och familjen strävbladiga växter. Inga underarter finns listade i Catalogue of Life.